# Stadtarchiv Regensburg
Das Stadtarchiv Regensburg ist ein kommunales Archiv, das sich der Stadtgeschichte von Regensburg widmet. Es dient zur Verwaltung und Aufbewahrung von amtlichen Unterlagen und Schriften. Das Archiv befindet sich im denkmalgeschützten Runtingerhaus in der Keplerstraße 1.

## Geschichte

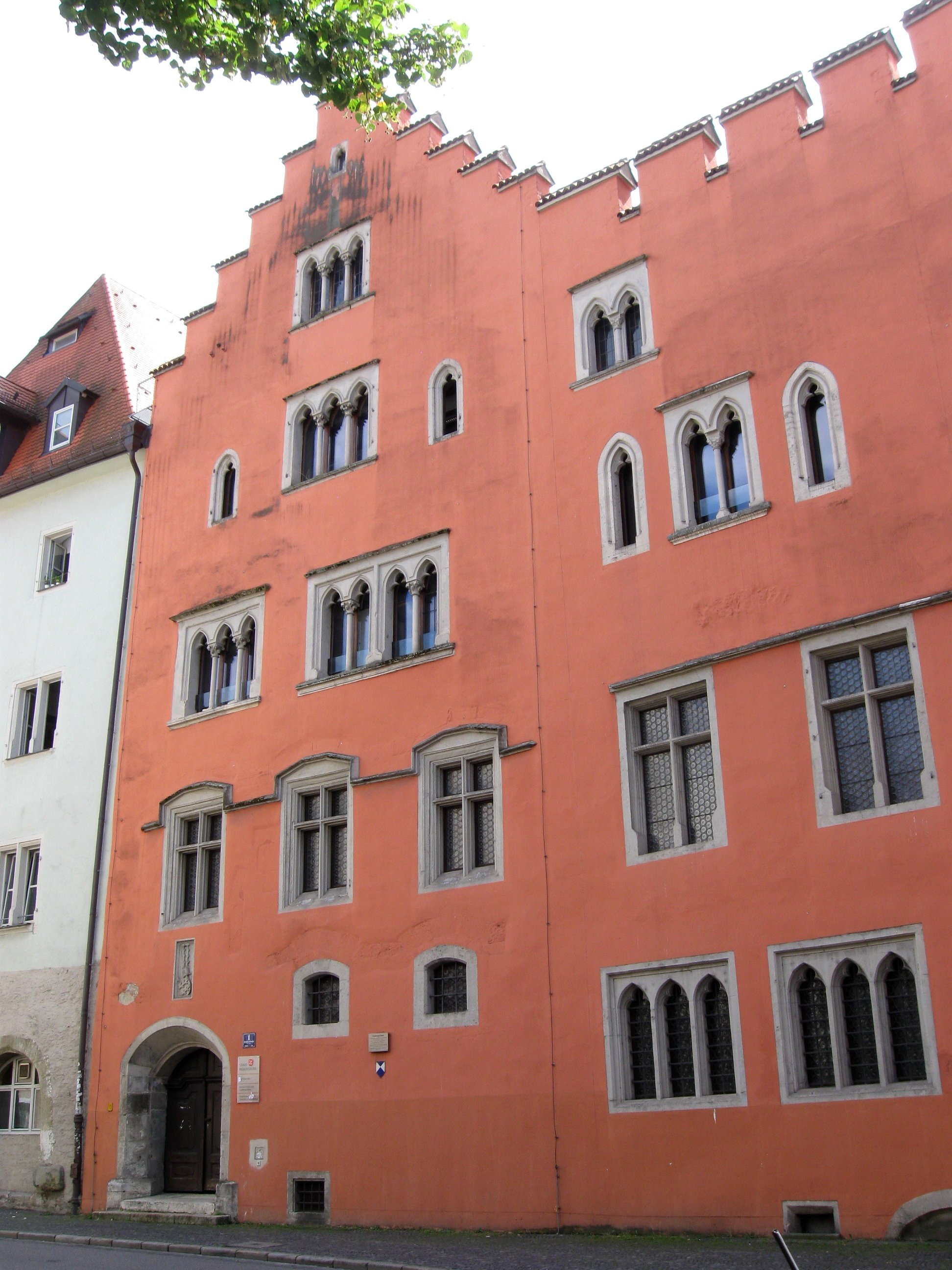
Runtingerhaus, Sitz des Stadtarchivs

Die Existenz des reichsstädtischen Archivs lässt sich seit der zweiten Hälfte des 14. Jahrhunderts durch die Bestallung des Kaufherrn Matthäus Runtinger als Archivar nachweisen.
Im späten 18. Jahrhundert verzeichnete Georg Gottlieb Plato-Wild die damals großen Urkundenbestände.
Zu Beginn des 19. Jahrhunderts befand sich das Archiv in vier Gewölbekellern des Alten Rathauses. Carl Theodor Gemeiner (1756–1823), der Verfasser der Regensburgischen Chronik, erhielt unter der Regierung von Carl Theodor von Dalberg zwischen 1803 und 1810 die Aufsicht über alle in Regensburg existierenden weltlichen und geistlichen Archive.
Mit der Verstaatlichung des reichsstädtischen Archivguts nach dem Übergang Regensburgs an das Königreich Bayern im Jahr 1810 begann der Verfall des städtischen Archivwesens.
Nach dem Tode Gemeiners veranlasste das Reichsarchiv in München die Verbringung großer Mengen reichsstädtischen Archivgutes nach München. So gelangten 1824 u. a. rund 14.000 Urkunden, 850 Amtsbücher und 7000 Testamente in das Reichsarchiv. In den Folgejahren führte der Mangel an geeigneten Räumlichkeiten und Fachpersonal zu weiteren Schriftgutverlusten, die 1851 mit dem durch die königliche Regierung angeordneten Verkauf großer Archivalienmengen ihren Höhepunkt erreichte.
Das noch verbliebene Schriftgut ließ die Stadt in der Folgezeit durch nebenamtliche Kräfte, wie den ehemaligen Berufsoffizier Joseph Rudolf Schuegraf (1790–1861), ordnen und Findmittel erstellen. Bis 1928 blieb das Stadtarchiv nur nebenamtlich betreut.
Seit 1961 ist das Stadtarchiv wieder mit hauptamtlichen Fachkräften besetzt. Im Jahr 1977 zog das Stadtarchiv Regensburg in das Runtingerhaus.

## Publikationen
Das Stadtarchiv veröffentlicht seit 1999 in der Reihe Regensburger Studien wissenschaftliche Arbeiten zur Geschichte von Regensburg und der ostbayerischen Region.